# Samuel Gallant-Lemay
Samuel Gallant-Lemay (* 1993) ist ein kanadischer Biathlet.
Samuel Gallant-Lemay lebt in Sherbrooke. In der Saison 2012/13 debütierte er im Biathlon-NorAm-Cup der Männer. In Jericho erreichte er hinter Raileigh Goessling und Michael Gibson im Massenstartrennen als Drittplatzierter erstmals die Podiumsränge in der höchsten kontinentalen Rennserie. In der Gesamtwertung der Junioren wurde er Zweiter.